# Zensur der Wikipedia

Sperrungen der Wikipedia (Stand 2024)
Staaten, in denen Wikipedia derzeit vollständig gesperrt ist
Staaten, in denen Wikipedia in der Vergangenheit vollständig gesperrt war
Staaten, in denen einzelne Seiten der Wikipedia in der Vergangenheit gesperrt waren (was nur bis 2016 technisch möglich war)

Die Zensur der Wikipedia fand und findet in verschiedenen Staaten statt. Unter diesen sind die Volksrepublik China, Frankreich, Iran, Pakistan, Russland, Saudi-Arabien, Syrien, Thailand, die Türkei, Tunesien, Usbekistan und das Vereinigte Königreich. In einigen Fällen handelt es sich um großflächige Zensur im Internet, die auch Wikipediainhalte betrifft. In anderen Fällen handelt es sich um gezielte Maßnahmen, die den Zugriff auf bestimmte Inhalte, die als anstößig betrachtet werden, verhindern.
Die Zensur der Wikipedia kann in das Blockieren von Inhalten und die Verfolgung von Autoren und Lesern unterschieden werden. Seit 2015 arbeitet die Wikipedia vollständig im HTTPS-Protokoll, weswegen Inhalte nur noch blockiert werden können, indem der Zugang zur gesamten Wikipedia vollständig gesperrt wird. Solche Sperrungen der Wikipedia bestehen derzeit in der Volksrepublik China (seit 23. April 2019) und Myanmar (seit 21. Februar 2021).

## Nach Staaten

### Übersicht
| Land          | Zeitraum                                                                   | Inhalte | Nutzer | Details                            |
| ------------- | -------------------------------------------------------------------------- | ------- | ------ | ---------------------------------- |
| Belarus       | 11. März 2022, 7. April 2022                                               |         | ✔      |                                    |
| China         | 2004, 2005–2008, 2019 – heute                                              | ✔       | ✔      | Ausgewählte Seiten, alle Versionen |
| Iran          | 2013                                                                       | ✔       |        | Ausgewählte Seiten                 |
| Myanmar       | 15. Februar 2021 – heute                                                   | ✔       |        | Alle Versionen                     |
| Pakistan      | 31. März 2006, mehrere Tage im Mai 2010, 3. Februar 2023 – 6. Februar 2023 | ✔       |        | Ausgewählte Seiten, alle Versionen |
| Russland      | 2010er – heute                                                             | ✔       | ✔      | Ausgewählte Seiten                 |
| Saudi-Arabien | 2000er – heute                                                             |         | ✔      |                                    |
| Syrien        | 30. April 2008 – 13. Februar 2009                                          | ✔       |        | Arabische Seiten                   |
| Tunesien      | 23.–27. November 2006                                                      | ✔       |        | Alle Versionen                     |
| Türkei        | April 2017 – Januar 2020                                                   | ✔       | ✔      | Alle Versionen                     |
| Usbekistan    | 2007, 2008, 2012                                                           | ✔       |        | Alle Versionen                     |
| Venezuela     | 12. Januar 2019                                                            | ✔       |        | Alle Versionen                     |

### Australien
Im Jahr 2018 erließ der oberste Richter des County Court of Victoria, Peter Kidd, eine Anordnung zur Nichtveröffentlichung aller Beweise und des Urteils in einem Prozess gegen den australischen Kardinal George Pell. Die Unterdrückungsverfügung galt „in allen australischen Bundesstaaten und Territorien“ und „auf jeder Website oder jedem anderen elektronischen oder Sendeformat, das in Australien zugänglich ist“. Dazu gehörte eindeutig Wikipedia, das zwar zitiert, aber nicht verurteilt wurde.

### Belarus
Im März 2022 wurde Mark Bernstein vom staatlichen Sicherheitsdienst Belarus’ GUBOPiK verhaftet und beschuldigt, gegen ein russisches Fake-News-Gesetz verstoßen zu haben, indem er Wikipedia-Artikel zum russischen Überfall auf die Ukraine 2022 bearbeitet hatte. Pavel Pernikaŭ wurde am 7. April 2022 zu zwei Jahre Haft verurteilt, u. a. weil er zwei Wikipedia-Beiträge über die politische Unterdrückung in Weißrussland verfasste.

### Volksrepublik China
Die chinesischsprachige Wikipedia wurde im Mai 2001 gestartet. Am Anfang des Jahres 2004 erhielt die Wikipedia noch positive Meldungen in der chinesischen Staatspresse. Jedoch wurde die Wikipedia am 3. Juni 2004 am 15. Jahrestag des Tian’anmen-Massaker 1989 geblockt. Es wurden Angebote gemacht, die Seite wieder zugänglich zu machen, nachdem Selbstzensur durchgeführt wurde, jedoch wurden diese von der chinesischen Wikipedia-Community abgelehnt. Ein Artikel in der International Herald Tribune vergleicht die chinesische mit der englischen Wikipedia und stellt fest, dass die Artikel über Mao Zedong und Taiwan von politischen Kontroversen „verwässert und gesäubert“ waren. Am 22. Juni 2004 wurde der Zugriff auf die Wikipedia ohne Erklärung wiederhergestellt. Im September wurde die Wikipedia für eine Dauer von vier Tagen wieder gesperrt, ohne Gründe zu nennen. Wiederum wurde die Wikipedia im Oktober 2005 geblockt. Die Benutzer Shi Zhao und Cui Wei schrieben einen Brief an Behörden, mit dem sie versuchten, die Blockade wieder aufzuheben. Auszüge des Briefes lasen sich wie folgt: „Durch die Blockade von Wikipedia verlieren wir die Chance, Chinas Stimme in der Welt zu präsentieren. Dabei erlauben wir bösen Kulten, den taiwanesischen Unabhängigkeitsbewegungen und Anderen (…) ein verzerrtes Bild von China zu präsentieren.“
Im Oktober 2006 berichtete The New York Times, dass die englische Wikipediaversion in der Volksrepublik China wieder zugänglich, die chinesische Sprachversion jedoch weiter blockiert war. Der Neue-Medien-Forscher Andrew Lih bloggte, dass er den englischen Artikel zum Tian’anmen-Massaker von 1989 nicht aufrufen konnte. Lih sagte auch, dass es keine monolithische Great Firewall of China gebe. Je nachdem, welcher Benutzer über welchen Internetanbieter in welcher Region eingeloggt ist, wie China Netcom in Peking, China Telecom in Shanghai oder verschiedene Anbieter in Anhui- die chinesische Wikipedia war nur in Anhui geblockt. Die Beratungsorganisation Reporter ohne Grenzen lobte Wikipedias Vorsitzende dafür, keine Selbstzensur zu betreiben.
Am 10. November 2006 berichtete Lih, dass die chinesische Wikipedia nun wieder vollkommen zugänglich war. Lih bestätigte die Vermutung einige Tage später und stützte die Beobachtung auf die Zahl der neuen Benutzerkonten auf der chinesischen Wikipedia, die in den Tagen angelegt wurden. Bevor die Seite wieder zugänglich war, wurden 300 bis 400 neue Benutzerkonten pro Tag angelegt. In den vier Tagen nach dem Ende der Blockade verdreifachte sich die Zahl auf über 1.200 Benutzerkonten täglich, wodurch die chinesische Wikipedia zur am zweitschnellsten wachsenden Sprachversion nach der Englischen wurde. Außerdem wurden 75 % mehr Artikel angelegt bis zum Ende der Woche am 13. November im Vergleich zur vorhergehenden Woche. Diese Woche war diejenige, in der die chinesische Version die 100.000-Artikel-Marke überschritt. Lih hatte vorausgesagt, dass diese Marke schnell überschritten werde, aber auch, dass erfahrene Benutzer sehr viel Zeit damit verbringen werden müssen, den neuen Benutzern die Grundregeln und Richtlinien der Wikipedia zu vermitteln.
Am 16. November berichtete die Nachrichtenorganisation Reuters, dass man Zugriff auf die Hauptseite der Wikipedia habe, jedoch nicht auf sensible Themen wie die Proteste vom 4. Juni 1989. Es wurde jedoch berichtet, dass sowohl die englische als auch die chinesische Version am 17. November wieder geblockt waren. Am 15. Juni 2007 wurde der Zugriff auf unpolitische Artikel in der englischen Wikipedia wieder hergestellt. Am 6. September 2007 berichtete IDG News, dass die englische Wikipedia wieder geblockt war. Am 2. April 2008 wurde berichtet, dass die Blockade der englischen und der chinesischen Wikipedia wieder aufgehoben wurde. Das wurde auch von der BBC bestätigt. Zur gleichen Zeit trafen ausländische Journalisten in Peking ein, um von den Olympischen Sommerspielen 2008 zu berichten. Das Internationale Olympische Komitee hatte Pressefreiheit während der Spiele gefordert. Im September 2008 traf sich der Wikipedia-Gründer Jimmy Wales mit dem Vizedirektor des Informationsbüros des chinesischen Staatsrats, Cai Mingzhao. Obwohl keine Vereinbarungen folgten, glaubte Wales, dass der Kommunikationskanal zwischen der Wikipedia-Community und der chinesischen Regierung wieder geöffnet wurde. Die Blockade der Wikipedia reduzierte nicht nur die Benutzeranzahl, sondern führte auch zu einem Rückgang von Beiträgen der Benutzer um im Durchschnitt 42,8 %, nach einem Bericht der American Economic Review aus dem Jahr 2011. Seit 2012 waren die chinesische und englische Wikipedia in der Volksrepublik China wieder aufrufbar bis auf politische Artikel. Wenn jemand versuchte, mit einer chinesischen IP-Adresse (auch wenn man nur einen Begriff sucht) einen „sensiblen“ Artikel aufzurufen, wurde die IP für einige Minuten bis zu einer Stunde daran gehindert, die Wikipedia aufzurufen.
Chinesische Regierungsstellen blockierten am 31. Mai 2013 den Zugriff auf die sichere (HTTPS) Version der Seite, obwohl die unsichere Version (HTTP) der Seite noch zugänglich war. Die unsichere Version ist anfällig für das Filtern nach Schlüsselwörtern, wodurch einzelne Artikel blockiert werden können. Greatfire rief die Wikipedia und ihre Benutzer dazu auf, den Block zu umgehen, indem sie HTTPS-Zugang durch IP-Adressen der Wikipedia erlangen. 2013, nachdem Jimmy Wales sagt, dass Wikipedia „keine fünf Sekunden“ Zensur tolerieren werde, sagte Shen Yi, Internetforscher an der Fudan-Universität in Shanghai: „Während Wikipedia immer hart ins Gericht mit der chinesischen Regierung geht, zeigt es nicht unbedingt die gleiche Stärke, wenn die US-Regierung oder das europäische Gerichtssystem Anforderung stellt, Inhalte zu verändern, Artikel zu löschen oder Informationen herauszugeben.
Seit dem 19. Mai 2015 werden alle Versuche, die HTTP-Version aufzurufen, automatisch an die HTTPS-Adressen weitergeleitet, sodass Datenverschlüsselung für alle Benutzer zwingend ist. Deswegen kann von den Zuständigen der chinesischen Regierung nicht mehr eingesehen werden, welche Seite ein Benutzer versucht aufzurufen oder sich gerade ansieht. Dadurch wurde es unmöglich, Artikel gezielt zu blocken (wie Ai Weiwei oder Tian’anmen-Massaker), wie es in den Jahren zuvor der Fall war. Daraufhin wurde die gesamte chinesischsprachige Wikipedia geblockt. Am 31. August waren die Hauptseiten für wenige Minuten wieder zugänglich.
Der Wikipediagründer Jimmy Wales sagte anlässlich des Leadership Energy Summit Asia 2015 in Kuala Lumpur am 2. Dezember 2015, er werde in die Volksrepublik China fliegen, um die chinesische Regierung davon zu überzeugen, die Zensur aufzuheben. Zwei Tage später wurden alle Sprachversionen geblockt, diese Blockade dauerte zwei Tage, bis zum 6. Dezember. In einheimischen sozialen Netzwerken wurde über diese Blockade geklagt; viele dieser Beiträge wurden aber nach kurzer Zeit gelöscht. Jimmy Wales traf am 17. Dezember anlässlich der Welt-Internet-Konferenz in Wuzhen, Zhejiang Lu Wei, den Direktor der Cyberspace-Behörde. Wales sagte, dass es keinen Konsens gebe, aber man „sich traf und kennenlernte“. Wales erklärte ihm nach Lu Wei, wie die Wikipedia und das Wikimedia-Netzwerk global funktionieren, und sagte, er hoffe, die chinesische Cyberspace-Behörde regelmäßig zu treffen. Ein Reporter fragte ihn, ob er bereit sei, einige Informationen auf der Wikipedia zu unterdrücken, um einen stabilen Zugriff in der Volksrepublik China zu gewährleisten, was Wales verneinte. Aber selbst Jimmy Wales’ Aussagen wurden anders wiedergegeben. Er sagte, dass die Verbesserungen in Maschinenübersetzungen es in Zukunft eventuell nicht länger für Behörden möglich machten, den Informationsfluss zu kontrollieren. In der offiziellen Übersetzung wurde jedoch gesagt, dass die Verbesserungen dazu führen würden, dass es Regierungen besser möglich sei, Online-Kommunikation zu analysieren.
Am 23. April 2019 wurden alle Versionen von Wikipedia in China gesperrt.
Am 23. September 2020 wurde der Antrag von Wikimedia auf den Status als offizieller Beobachter bei der Weltorganisation für geistiges Eigentum von der chinesischen Regierung abgelehnt, weil Chinas Vertreter behaupteten, sie hätten auf Webseiten, die mit Wikimedia verbunden sind, „eine große Menge an Inhalten und Desinformationen entdeckt, die gegen [die] Ein-China-Politik verstoßen“, und der taiwanesische Zweig von Wikimedia habe „politische Aktivitäten durchgeführt, die die Souveränität und territoriale Integrität des Staates untergraben könnten“.
Am 24. Oktober 2020 wurde ein chinesischer Staatsbürger in Zhoushan, Zhejiang, von der örtlichen Polizei wegen „illegalen Besuchs von Wikipedia“ bestraft.
Am 5. Oktober 2021 lehnte die chinesische Regierung aus demselben Grund wie im Jahr 2020 erneut die Bewerbung der Wikimedia Foundation um einen Beobachterstatus bei der Weltorganisation für geistiges Eigentum ab.

### Deutschland
In einem Fall wurde der Domain Wikipedia.de untersagt, auf den eigentlichen Wikipedia-Inhalt zu verweisen. Bei dem Gerichtsbeschluss handelt es sich um eine einstweilige Verfügung in einem Verfahren des Politikers Lutz Heilmann wegen seiner Tätigkeit für die DDR-Staatssicherheit.

### Frankreich
Im April 2013 wurde die französische Generaldirektion für innere Sicherheit (DGSI) auf einen Artikel zur militärischen Funkstation Pierre-sur-Haute aufmerksam. Der Nachrichtendienst versuchte, den Artikel aus der französischen Wikipedia löschen zu lassen mit der Begründung, dass er geheime militärische Informationen enthalte. Der Geheimdienst zwang den Administrator der französischen Wikipedia Rémi Mathis, den Artikel zu löschen. Wikimedia fragte den DGSI, welche Teile des Artikels das Problem verursachen würden, da der Artikel zum größten Teil nur Informationen aus einem 2004 ausgestrahlten Dokumentarfilm des Fernsehsenders Télévision Loire 7 wiedergebe. Das sei ein lokaler Sender, und der Dokumentarfilm sei online frei zugänglich. Der DGSI beantwortete die Anfrage nicht und bestand darauf, den Artikel zu löschen. Eine Stellungnahme von Wikimedia Frankreich vom 6. April las sich folgendermaßen:

„Der DGSI lud einen freiwilligen Mitarbeiter der Wikipedia am 4. April 2013 in die Behörde vor. Der Freiwillige gehörte zu der Gruppe von Personen, die Seiten löschen können. Er wurde gezwungen, den Artikel vor den Augen der Beamten zu löschen, mit der Drohung, dass man ihn festnehmen und verfolgen werde, falls er sich weigere; ungeachtet seiner Erklärungsversuche zur Funktionsweise der Wikipedia. Unter diesem Druck hatte er keine Wahl, als zu gehorchen und andere Systemadministratoren zu warnen, dass man sie ebenso behandeln werde, falls sie die Löschung rückgängig machten. Der Freiwillige hatte überhaupt keine Verbindung zum fraglichen Artikel, hatte dessen Inhalt nicht verfasst und erfuhr von dessen Existenz erst in den Räumen des DGSI.“

Wegen der Kontroverse wurde der Artikel zum meistgelesenen Artikel in der französischen Wikipedia, mit mehr als 120.000 Aufrufen während der Woche vom 6./7. April 2013. Er wurde auch in viele andere Sprachen übersetzt. Die französische Zeitung 20 Minutes, Ars Technica und ein Post auf „Slashdot“ bezeichneten den Vorfall als Beispiel für den Streisand-Effekt. Das französische Innenministerium weigerte sich gegenüber der Agence France-Presse, den Vorfall zu kommentieren.
Nach Aussage eines Rechtsexperten, welcher in einem AFP-Artikel am 8. April zitiert wurde, war die Löschung des Artikels „Teil einer Voruntersuchung“, welche von der „Anti-Terrorabteilung der Staatsanwaltschaft von Paris“ durchgeführt wurde, nachdem der Artikel in der französischen Sprachversion „klassifizierte Informationen zur Befehlskette für das Starten von nuklearen Waffen preisgäbe“.
Nach dem Vorfall berichtete Télévision Loire 7, dass sie damit rechnen, dass der DGSI sie auffordern würde, den ursprünglichen Dokumentarfilm aus dem Jahr 2004, auf dem der Wikipediaartikel basierte, zu löschen. Dieser war jedoch mit Einverständnis des französischen Militärs gefilmt worden. Der nationale Polizeiverband verlangte, dass die Justiz französische Internetanbieter auffordern sollte, den Zugriff auf den Wikipediaartikel zu blockieren. Reporter ohne Grenzen kritisierten die Handlungen des DGSI als schlechten Präzedenzfall. Der Sprecher der Organisation sagte Le Point, „wenn eine Institution meint, dass geheime Verteidigungsinformationen rechtswidrig veröffentlicht wurden, hat sie jede Möglichkeit, das von den Gerichten anerkennen zu lassen. Dann ist es Sache des Richters zu entscheiden, wie er Pressefreiheit und Informationsfreiheit gegen das angebliche Militärgeheimnis abwägt.“ Der Sprecher ergänzte, dass der Artikel Informationen aus einem Dokumentarfilm enthalte, der bereits zuvor in Kooperation mit dem französischen Militär gefilmt worden sei. Die Seite und der Verein, der hinter der Wikipedia steht, sowie die Mitwirkenden am Projekt sollten nicht in Verantwortung genommen werden.

### Indien
Der Delhi High Court veranlasste 2024 die englische Wikipedia zur Blockade des Artikels Asian News International vs. Wikimedia Foundation, was praktisch eine vorübergehende Löschung bzw. Zensur bis zur Klärung des Rechtsstreits bedeutete. Dem Gericht zufolge handelte es sich um einen Artikel sub judice, also eine Berichterstattung durch den Beklagten über das eigene laufende Gerichtsverfahren. Der Anlass zur Klage durch Asian News International (ANI) war der Artikel über das eigene Unternehmen gewesen, durch welchen sich ANI verunglimpft sah: Das Medienunternehmen forderte Schadensersatz in Höhe von 20 Millionen Rupien und eine Herausgabe der Klarnamen der Editoren. Der Artikel über den Kläger ANI selbst wurde nicht blockiert. Damit wurde im Oktober 2024 zum ersten Mal ein Artikel durch die Wikimedia Foundation selbst zensiert.

### Iran
Im November 2013 untersuchten die Wissenschaftler Collin Anderson und Nima Nazeri über 300.000 persische Wikipediaartikel und stellten fest, dass die iranische Regierung 963 Artikel blockierte. Die Studie wurde an der Universität Pennsylvania durchgeführt und in den Center for Global Communication Studies der Universität veröffentlicht. Nach Anderson und Nazeri betrafen die Inhalte der blockierten Artikel „Rivalen der Regierung, religiöse Minderheiten, Kritik an der Regierung, Kritik an Mitarbeitern der Regierung und der Polizei“. Die Hälfte der geblockten Artikel waren Biografien, auch Biografien von Personen, die die Regierung angeblich inhaftiert oder getötet hat. Anderson bemerkte, dass die persische Wikipedia ein Mikrokosmos des iranischen Internets sei und ein guter Ort, um zu sehen, welche Art von Inhalten verboten ist, welche Schlüsselwörter geblockt und welche Filterregeln auch im Rest des Netzes angewendet werden.
2015 wurde die persische Sprachversion der Wikipedia auf das HTTPS-Protokoll umgestellt, sodass die iranische Regierung keine andere Wahl hatte, als sie entweder vollständig zu blockieren oder gar nicht zu blockieren. Der Iran hat sich für Letzteres entschieden. Wikimedia Commons wurde in der ersten Hälfte des Jahres 2016 gesperrt, aber die Blockierung wurde seitdem wieder aufgehoben.
Nach Berichten von Reporter ohne Grenzen hat die iranische Regierung den Zugriff auf die kurdische Wikipedia für längere Zeit gesperrt.

### Myanmar
Im Rahmen des Militärputsches in Myanmar 2021 sperrte das neue Militärregime als Reaktion auf Protestkundgebungen soziale Netzwerke und im Anschluss am 21. Februar 2021 auch Wikipedia in allen Sprachen.

### Pakistan
Am 31. März 2006 wurde für sieben Stunden die gesamte Domain Wikipedia.org wegen eines Artikels geblockt, der Informationen zu Mohammed-Karikaturen enthielt. Die englische Version die Wikipedia war in Pakistan im Mai 2010 für mehrere Tage wegen der Kontroverse um den Malt-alle-Mohammed-Tag blockiert. Am 1. Februar 2023 kündigte die pakistanische Telekommunikationsbehörde an, den Zugang zu Wikipedia „wegen illegaler Inhalte“ für 48 Stunden einzuschränken. Ab dem 3. Februar 2023 waren Wikipedia und andere Wikimedia-Projekten in Pakistan komplett geblockt.
Ein Sprecher sagte, es werde so lange geblockt bleiben, bis „alles beanstandete Material entfernt“ sei. Am 6. Februar ordnete der Premierminister an, die Sperre sofort aufzuheben, da sie unverhältnismäßig sei. Er installierte eine Kommission zur Ausarbeitung geeigneterer Schritte, der mehrere Minister angehören.

### Russland
Am 5. April 2013 wurde vom Sprecher des Föderalen Dienstes für die Aufsicht im Bereich der Kommunikation, Informationstechnologie und Massenkommunikation (auch bekannt als Roskomnadsor) erklärt, dass die Wikipedia wegen des Artikels „Cannabis rauchen“ (russisch Курение каннабиса) in der russischsprachigen Wikipedia auf eine schwarze Liste gesetzt worden sei.
Am 18. August 2015 wurde ein Artikel in der russischsprachigen Wikipedia über eine Cannabis-Art (Чарас (наркотическое вещество)) von Roskomnadsor auf die schwarze Liste gesetzt, da er detaillierte Anleitungen zur Herstellung von Narkotika enthielt (nachdem ein Gericht dazu Monate zuvor entschieden hatte). Am 24. August wurde der Artikel auf die Liste von verbotenen Materialien gesetzt, die an die Internetanbieter in Russland weitergeleitet werden. Durch Wikipedias Nutzung von HTTPS wurde die Website, um die Anweisung zur Sperrung des Artikels durchzusetzen, in der Nacht zum 25. August komplett gesperrt, da ein Blockieren eines einzigen Artikels nicht möglich war. Berichten zufolge kam es zu zeitweisen Sperren der Website in einigen Regionen, während die mobile Version weiterhin zugänglich war. Am Morgen des 25. August nahm Roskomnadsor den Artikel wieder von der Liste der verbotenen Materialien, da der Federal Drug Control Service zugesichert hatte, dass der Artikel so abgeändert wurde, dass die Bedingungen des Gerichtsbeschlusses eingehalten wurden. Nach Aussage von Wikimedia Russland wurde der Artikel schnell von Wikipedia-Autoren geändert, damit das Gesetz nicht gebrochen wurde. 10–20 % der russischen Benutzer hatten um den 25. August Probleme beim Zugriff auf die Wikipedia.
Aufgrund des russischen Artikels über den Russischen Überfalls auf die Ukraine drohte die Medienaufsicht Roskomnadzor am 1. März 2022 mit der Sperrung der Wikipedia, wenn Informationen über die Opfer russischer Soldaten und militärische Gewalt gegen Zivilisten nicht gelöscht werden. Diese Angaben seien fehlerhaft. Am 11. März 2022 wurde der Blogger und Wikipedianer Mark Bernstein in Belarus verhaftet, weil er „gefälschtes antirussisches Material“ vertreibe.
Am 31. März 2022 drohte die russische Medienzensurbehörde Roskomnadsor der Wikipedia mit einer Geldstrafe von bis zu 4 Millionen Rubel (damals ca. 44.000 €), wenn sie die Informationen über die russische Invasion der Ukraine, die die Russen „falsch informiert“, nicht löscht. Im April und Mai 2022 setzten die russischen Behörden mehrere Wikipedia-Artikel auf ihre Liste der verbotenen Seiten. Die Liste umfasste den Artikel zur russischen Invasion der Ukraine, Raschismus, mehrere Artikel die sich mit den Militäraktionen und Kriegsverbrechen während der Invasion befassen und zwei Abschnitte des russischen Artikels über Wladimir Putin. Da seitens der Wikipedia nicht auf die Forderungen reagiert wurde, wies Roskomnadzor am 20. Juli 2022 mehrere Suchmaschinen an, Wikipedia als Verstoß gegen russische Gesetze zu kennzeichnen. Infolge wurde die Wikimedia Foundation von russischen Gerichten am 1. November 2022 und am 13. April 2023 zu einer Geldstrafe von jeweils 2 Millionen Rubel (damals etwa 33.000 und 22.000 €) verurteilt.
Seit 15. Januar 2024 ist die regierungsfreundliche Kopie der Wikipedia Ruwiki unter Leitung es ehemaligen Administrators der russischsprachigen Wikipedia in Russland aktiv.

### Saudi-Arabien
Am 11. Juli 2006 blockierte die saudische Regierung den Zugang zu Google und der Wikipedia für politisch und sexuell heikle Inhalte. Obwohl Wikipedia derzeit nicht gesperrt ist, wurde berichtet, dass bestimmte Seiten auf Wikipedia im Jahr 2011 von Saudi-Arabien zensiert wurden, wie zum Beispiel eine Seite, die die Evolutionstheorie diskutiert. Mit „HTTPS“ gekennzeichnete verschlüsselte Verbindungen erschwerten die Zensur dieser Seiten, und es gibt heute keine Hinweise darauf, dass einzelne Seiten noch gesperrt werden.
Wikipedia-Administratoren in Saudi-Arabien wurden durch die Regierung unter Druck gesetzt, Informationen über Mitwirkende zu sammeln.

### Syrien
Der Zugriff auf die arabische Wikipedia wurde zwischen dem 30. April 2008 und dem 13. Februar 2009 blockiert, während andere Sprachversionen weiter aufrufbar waren.

### Tunesien
Die Wikimedia-Website war zwischen dem 23. und 27. November 2006 in Tunesien nicht aufrufbar.

### Türkei
In den frühen Morgenstunden des 29. April 2017 meldete die NGO Turkey Blocks, dass keine Sprachversion der Wikipedia mehr von der Türkei aus aufrufbar sei. Die behördliche Maßnahme kam, nachdem türkische Behörden Wikipedia aufgefordert hatten, „Inhalte von Autoren, die mit Terror in Verbindung stehen und Inhalte, die die Türkei mit terroristischen Gruppierungen verbinden“, zu löschen. Die Behörden erhielten darauf ihrer Meinung nach keine befriedigende Antwort.
Davor hatte die Türkei nur spezifische Artikel zensiert, wie „Kadın üreme organları“ (Vulva), „insan penisi“ (menschlicher Penis), „2015 Türkiye genel seçim anketleri“ (2015 Umfragen zu den Parlamentswahlen in der Türkei) „vajina“ (Vagina) und „testis torbası“ (Hodensack). Es gab keinen Gerichtsbeschluss für diese Zensur. Einer der Internetanbieter, TTNET, spekulierte, dass die Wikipedia offline sei. Katherine Maher sagte, dass dies nicht der Wahrheit entsprach.
Am 26. Dezember 2019 entschied ein Verfassungsgericht in der Türkei, dass die Sperre der Wikipedia gegen die Meinungsfreiheit verstößt und aufgehoben werden muss. Am 15. Januar 2020 wurde die Sperre schließlich aufgehoben.

### Usbekistan
Die gesamte Wikipedia wurde in Usbekistan in den Jahren 2007 und 2008 zweimal kurzzeitig gesperrt. Über die Sperrung der usbekischen Wikipedia wurde im Februar 2012 auch international berichtet. Internetnutzer in Usbekistan, die versuchten, die usbekische Sprachversion aufzurufen, wurden zu MSN weitergeleitet. Andere Sprachversionen waren problemlos aufrufbar.
Seit Oktober 2016 ist die usbekische Wikipedia über das HTTPS-Protokoll abrufbar.

### Venezuela
In Venezuela wurden vom 12. Januar 2019 alle Sprachversionen der Wikipedia durch den Telekommunikationsanbieter CANTV blockiert. Von der Bevölkerung wurde das Handeln des staatlich kontrollierten Unternehmens als Reaktion auf die Kontroverse, wer rechtmäßiger Präsident in Venezuela sei, aufgefasst und heftig kritisiert. Als Reaktion auf die Kritik wurde die Sperrung am 18. Januar 2019 wieder aufgehoben.

### Vereinigtes Königreich
Im Dezember 2008 setzte die Nichtregierungsorganisation Internet Watch Foundation den Artikel „Virgin Killer“ auf ihre Sperrliste. Das Albumcover wurde von der Organisation als Kinderpornografie und damit als illegal eingestuft. Das Bild war zuvor mit dem niedrigsten rechtlichen Risikolevel als „erotisches Posieren ohne sexuelle Handlungen“ eingestuft. Wegen der Sperrliste wurden ISPs aus dem Vereinigten Königreich vom Cleanfeed System daran gehindert, das Bild zu sehen und damit wurden große Teile des Vereinigten Königreichs daran gehindert, an der Wikipedia zu arbeiten. Wegen öffentlicher Beschwerden revidierte die IWF die Entscheidung drei Tage später und bestätigte, dass sie in Zukunft keine Kopien des Bildes, die in Übersee gehostet sind, sperren würde.